# Большая Ходутка
Большая Ходутка или Правая Ходутка (от истока до впадения Левой Ходутки) — река на юге полуострова Камчатка в Елизовском районе Камчатского края.
Длина реки составляет 95 км, площадь водосборного бассейна — 1850 км².

## Гидрография
Начало берёт выше 600 метров над уровнем моря в 8 км к востоку от вершины сопки Ходутка. Огибает Ходутку против часовой стрелки от истока на востоке до начала среднего течения у юго-западных склонов. Преобладающим направлением течения в среднем течении является юг, в нижнем — юго-восток; поворачивает на северо-запад перед впадением Левой Ходутки, после слияния с ней течёт на восток до устья. Впадает в бухту Ходутка Тихого океана.

## Данные водного реестра
По данным государственного водного реестра России относится к Анадыро-Колымскому бассейновому округу.
Код объекта в государственном водном реестре — 19070000212120000023770.

## Охрана
На всем протяжении течёт по территории природного парка «Южно-Камчатский», входящего в состав всемирного наследия ЮНЕСКО «Вулканы Камчатки».

## Достопримечательности
В левобережной части долины верховья реки находится памятник природы Ходуткинские горячие источники.